# Laurens Kirkels
Laurentius Mathias (Laurens) Kirkels (Heythuysen, 31 mei 1897 – Horn, 13 januari 1960) was een Nederlands policitus.
Hij werd geboren als zoon van Godefridus Kirkels (1850-1915) en Helena Driesser (1852-1948). Hij ging in 1917 als volontair werken bij de gemeentesecretarie van Heythuysen en werd daar in 1920 de gemeentesecretaris. Vanaf 1933 was Kirkels de burgemeester van Horn. Hij werd in 1942 ontslagen en vervangen door een NSB-burgemeester maar na de bevrijding in 1944 keerde hij terug als burgemeester van Horn. Daarnaast was hij vanaf 1946 burgemeester van Beegden. Kirkels overleed begin 1960 op 62-jarige leeftijd.
Zijn zoon Frits Kirkels was eveneens burgemeester.